# Denise Pozzi-Escot
Denise Cristina Pozzi-Escot Buenaño (Lima, años 1955) es una arqueóloga peruana.

## Biografía
Nació en Lima.
Estudió en el Colegio Franco-Peruano (Lima).
Al terminar la escuela secundaria ingresó en la Universidad Nacional Mayor de San Marcos (UNMSM), en la ciudad de Lima (Perú), donde obtuvo su título de licenciada en Arqueología.
Ha obtenido un DEA (Diplôme d'Etudes Approfondies) en Arqueología Precolombina, por la Universidad de París I Panteón-Sorbona.
Más tarde ha realizado estudios de doctorado en la misma universidad parisina.

## Carrera
Ha sido miembro de la Comisión Nacional de Arqueología (antes Instituto Nacional de Cultura; hoy Ministerio de Cultura del Perú).
Fue miembro del Programa IMPULSO, liderado por el otrora Instituto Nacional de Cultura (INC) y el equipo directivo de la Agencia Española de Cooperación Internacional (AECI), para la redacción de una política cultural en el Perú.
Ha trabajado como docente en universidades del Perú y de Francia.
Fue profesora y directora de la Escuela de Arqueología e Historia de la Universidad Nacional San Cristóbal de Huamanga.
En Lima fue profesora en la Pontificia Universidad Católica del Perú.
Fue investigadora del Instituto Francés de Estudios Andinos (en Lima).

Ha asesorado al Museo Nacional de Antropología, Arqueología e Historia del Perú y a la dirección del Instituto Nacional de Cultura.
Fue directora del Proyecto Arqueológico Huaca Malena, en el distrito de Asia (unos 100 km al sur de Lima).
Es miembro de la Comisión Nacional de Arqueología del Perú.
Se ha desempeñado como asesora de la Dirección Nacional del Instituto Nacional de Cultura (INC) y del Museo Nacional de Antropología, Arqueología e Historia del Perú.
Es miembro del Comité Peruano del ICOM (Consejo Internacional de Museos), del que ha ocupado la Secretaría General.
Actualmente se desempeña como tesorera de dicha entidad.
Es miembro de la Sociedad de Americanistas (de Francia).
Es codirectora del Proyecto Perú-Sur, de la Misión Arqueológica Francesa en el Perú.
Actualmente, es investigadora local del Instituto Francés de Estudios Andinos (IFEA).
Es consultora de la Dirección de Educación, Cultura y Deporte del Ministerio de Educación.
Cuenta con amplia experiencia en la dirección y ejecución de proyectos de investigación y conservación del patrimonio arqueológico.
Es asesora científica de proyectos de investigación del patrimonio arqueológico en Perú y en el extranjero.
Posee experiencia en organización de proyectos de conservación y puesta en valor de patrimonio monumental.
Ha participado ―como ponente y como organizadora― en numerosos eventos científicos relacionados al patrimonio arqueológico, en el Perú y en Francia.
En el marco del Día Mundial del Medio Ambiente (5 de junio), Pozzi-Escot brindó en Lima una conferencia sobre la Huaca Malena: un ejemplo de conservación y participación ciudadana, organizada por ORCA (Organización Científica para la Conservación de Animales).
Es directora del Museo del Sitio de Pachacámac (MSPAC) y comisaria del Ministerio de Cultura del Perú.

[Desde 2008] se ha trabajado en la conservación de los principales edificios del santuario arqueológico de Pachacámac con la participación de jóvenes arqueólogos y con el apoyo de un equipo multidisciplinario, integrado por reconocidos profesionales.
Denise Pozzi-Escot

El 8 de marzo de 2013, el Gobierno del Perú la designó representante del Ministerio de Cultura ante el Comité Nacional de Protección del «perro sin pelo del Perú».

## Publicaciones
Es autora de varios libros sobre la cultura wari, sobre la producción cerámica y sobre arqueología prehispánica andina.
Ha colaborado con numerosas publicaciones científicas nacionales y extranjeras sobre temas de investigación y conservación del patrimonio arqueológico precolombino peruano.
- Wheeler, Jane, Cardoza, Carmen Rosa; y Pozzi-Escot, Denise (1977): «Estudio provisional de la fauna de las capas II y III de Telarmachay», artículo en la Revista del Museo Nacional, tomo XLIII, págs. 97-l00. Lima, Museo Nacional de Antropología y Arqueología, 1977.[9]

- Pozzi-Escot B., Denise (1982): Proyecto Qonchopata: campaña 1982. Manuscrito en posesión de la autora.[10]

- Pozzi-Escot B., Denise (1982): «Excavaciones en Qonchopata», artículo publicado en la revista Gaceta Arqueológica Andina I, n.º 4-5, pág. 9. Lima (Perú): INDEA, 1982.[11]

- Pozzi-Escot B., Denise; y Elsa Córdova (1983): «Los moldes de cerámica de Qonchopata»], artículo en la revista Revista del Instituto de Investigaciones, n.º 1, págs. 9-17. Ayacucho (Perú): Departamento de Ciencias Histórico-Sociales, de la Universidad Nacional de San Cristóbal de Huamanga, 1983.[12]

- Pozzi-Escot B., Denise; Alarcón, M.; y Vivanco Pomacanchari, C. (1984): Cerámica wari y su tecnología de producción: una visión desde Ayacucho», artículo publicado en Shimada, I. (ed.): Tecnología y organización de la producción de cerámica prehispánica en los Andes (págs. 269-294). Lima (Perú): Fondo Editorial de la Pontificia Universidad Católica del Perú, 1984.[13]

- Pozzi-Escot B., Denise (1985): «Conchopata: un poblado de especialistas durante el Horizonte Medio» (en PDF), artículo en la revista Boletín del Instituto Francés de Estudios Andinos, XIV, n.º 3-4, págs. 115-129. Lima (Perú), 1985.[13][14]

- Pozzi-Escot B., Denise; y Cardoza, Carmen Rosa (1986): El consumo de camélidos entre el formativo y wari, en Ayacucho. Lima (Perú): Instituto Andino de Estudios Arqueológicos (de la Universidad Nacional de San Cristóbal de Huamanga), 1986. 131 páginas.[15]

- Pozzi-Escot B., Denise (1991): «Conchopata: a community of potters», en Isbell, William Harris; y McEwan, Gordon Francis (1991): Huari Administrative Structure: Prehistoric Monumental Architecture And State Government (págs. 81-92). Washington DC (Estados Unidos): Dumbarton Oaks Research Library and Collection, 1991.[13][16]

- Pozzi-Escot B., Denise; Alarcón, M.; y Vivanco Pomacanchari, C. (1998): «Wari Ceramics and Production Technology: The View from Ayacucho», artículo publicado en: Shimada, I. (ed.): Andean Ceramics: Technology, Organization, and Approaches (págs. 253-281). Filadelfia (Estados Unidos): MASCA Research Papers, University Museum of Archaeology and Anthropology, Universidad de Pensilvania, 1998.[13]

- Pozzi-Escot B., Denise; Alarcón, M.; y Vivanco Pomacanchari, C. (1999): Etnografía alfarera wari: los artesanos de Conchopata. Ayacucho (Perú): Facultad de Ciencias Sociales, de la Universidad Nacional de San Cristóbal de Huamanga, 1999.[13]

- Pozzi-Escot B., Denise (2001): «Viejas formas, nuevos estilos: la tradición del barro», artículo en Millones, L.; Cabrera Romero, M.; Cook, Anita; González Carré, E.; Isbell, William Harris; Meddens, F.; Mesía Montenegro, C.; Ochatoma Paravicino, J.; Pozzi-Escot, Denise; y Williams León, C. (eds.): Wari: arte precolombino peruano (págs. 273-303). Sevilla (España): Fundación El Monte, 2001.[13][17][18]

- González Carré, Enrique; y Pozzi-Escot, Denise (2002): «Arqueología y etnohistoria en Vilcashuamán», artículo en el Boletín de Arqueología de la PUCP, n.º 6, págs. 79-105, 2002.[19]

- Pozzi-Escot B., Denise (2002): Arqueología del Perú: una síntesis. Traducido al catalán por Núria Sala, Carmen Fauria y Gabriel Alcalde.[5]

- Pozzi-Escot, Denise (2010): Arqueología de Lima. Pachacámac (40 páginas). Lima: INC Educa/Cuadernos de Patrimonio Cultural 4, 2010.[20]

- Pozzi-Escot, Denise (2010): El Perú Antiguo III (500-1400). El Horizonte Medio y los Estados regionales. Lima: El Comercio (colección Historia del Perú), 2010. ISBN 978-612-4069-88-8.[20]

- Pozzi-Escot, Denise; Chávez, Aníbal; y Rosa Uceda, Carmen (editores): Pachacámac: revalorando el patrimonio arqueológico. Conservación e investigación en el santuario (152 páginas). Lima: INC, 2011.[20]

- Pozzi-Escot, Denise; y Bernuy, Katiusha [2010]: Pachacámac: calle norte-sur, investigaciones arqueológicas (68 páginas). Lima: INC, 2012.[20]

- Lasaponara R., Masini N., Pecci A., Perciante A., Pozzi Escot D., Rizzo E., Scavone M., Sileo M. (2017). Qualitative evaluation of COSMO SkyMed in the detection of earthen archaeological remains: The case of Pachacamac (Peru). Journal of Cultural Heritage, http://dx.doi.org/10.1016/j.culher.2015.12.010
- Pozzi‑Escot D., Oshiro J., Romano G., Capozzoli L., Lasaponara R., Masini N. (2018): Traces in the desert: use of new technologies for the study and valorization of the Pachacamac sanctuary—Lima, Peru. Heritage Science, (2018) 6:68, https://doi.org/10.1186/s40494-018-0230-1